# Ľubomír Moravčík
Ľubomír Moravčík (n. 22 iunie 1965) este un fost fotbalist slovac.

## Statistici
| Cehoslovacia | Cehoslovacia | Cehoslovacia |
| An           | Meciuri      | Goluri       |
| ------------ | ------------ | ------------ |
| 1987         | 1            | 0            |
| 1988         | 3            | 0            |
| 1989         | 8            | 1            |
| 1990         | 12           | 1            |
| 1991         | 6            | 2            |
| 1992         | 6            | 1            |
| 1993         | 6            | 1            |
| Total        | 42           | 6            |
| Slovacia     |              |              |
| An           | Meciuri      | Goluri       |
| 1994         | 6            | 2            |
| 1995         | 8            | 0            |
| 1996         | 5            | 1            |
| 1997         | 3            | 0            |
| 1998         | 10           | 3            |
| 1999         | 0            | 0            |
| 2000         | 6            | 0            |
| Total        | 38           | 6            |